# Berthier—Maskinongé—de Lanaudière
Pour les articles homonymes, voir Berthier et Maskinongé.
Berthier—Maskinongé—de Lanaudière fut une circonscription électorale fédérale des régions de Mauricie et de Lanaudière au Québec. Elle fut représentée de 1953 à 1968.
La circonscription a été créée en 1952 d'une portion de Berthier—Maskinongé. Abolie en 1966, la circonscription fut redistribuée parmi Berthier et Joliette. 

## Géographie
En 1952, la circonscription de Berthier—Maskinongé—de Lanaudière comprenait :
- le comté de Berthier et la ville de Berthierville
- le comté de Maskinongé et la ville de Louiseville
- le canton de Gouin dans le comté de Joliette

## Députés
1. 1953-1958 — Joseph Langlois, PLC
2. 1958-1965 — Rémi Paul, PC
3. 1965-1968 — Antonio Yanakis, PLC

- PC = Parti progressiste-conservateur
- PLC = Parti libéral du Canada